# 片岡芳保
片岡 芳保（かたおか よしやす、1968年10月2日 - ）は、日本の歯科医師、歯学博士。日本歯科臨床医学会創設者の一人。東京都出身。

## 略歴
桐蔭学園高等学校、日本大学歯学部卒業後、日本大学歯学部口腔外科学教室第Ⅰ講座、日本大学歯学部生化学教室。
1994年に歯科臨床研究会を発足させ、2009年に日本歯科臨床医学会を創設する。2011年現在、日本歯科臨床医学会会長。日本総義歯補綴学会顧問。開業医。

## 活動
- 歯科臨床用語補完プロジェクトに参加